# Tank Battles
Albums de Dagmar Krause
Supply and Demand
(1986) Voiceprint
(1993)
Tank Battles : The Songs of Hanns Eisler est un album solo de Dagmar Krause, sorti en 1988.

## L'album
Après avoir chanté en 1978 dans la comédie musicale Mahagonny de Bertolt Brecht et Kurt Weill, Krause se prend de passion pour le musicien Hanns Eisler. Il s'agit ainsi ici d'une compilation de 26 chansons du compositeur allemand, chantées par Dagmar Krause. En parallèle sort le même album mais chanté en anglais. Il fait partie des 1001 Albums You Must Hear Before You Die. 

### Titres
Tous les titres sont de Hanns Eisler. 
- The Song of the Whitewash (2:07)
  - (Texte de Bertolt Brecht, traduit par N. Gould-Verschoyle)
- (I Read About) Tank Battles (1:30)
  - (Texte de Bertolt Brecht, traduit par John Willett)
- You Have to Pay (1:43)
  - (Texte de Walter Mehring, traduit par Jim Woodland et Malcolm Green)
- Chanson Allemande (1:20)
  - (Texte de Berthold Viertel, traduit par Andrew Dodge)
- The Ballad of the Sackslingers (3:24)
  - (Texte de Julian Arendt, traduit par Dagmar Krause et Jim Woodland)
- Mother Beimlein (1:16)
  - (Texte de Bertolt Brecht, traduit par Lesley Lendrum)
- The Perhaps Song (1:50)
  - (Texte de Bertolt Brecht, traduit par Bettina Jonic et Katherine Helm
- Lied von der Belebeden Wirkung des Geldes (The Song of the Invigorating Impact of Cash) (4:32)
  - (Texte de Bertolt Brecht)
- Mankind (0:59)
  - (Texte de Hanns Eisler, traduit par Dagmar Krause et Jim Woodland
- Bettelied (1:27)
  - (Texte de Bertolt Brecht)
- Song of a German Mother (2:31)
  - (Texte de Bertolt Brecht, traduit par Eric Bentley
- Change the World-It Needs It (2:07)
  - (Texte de Bertolt Brecht, traduit par Eric Bentley)
- Bankenlied (Banking Song) (2:59)
  - (Texte de Siegmar Mehring
- Legende von der Entstehung des Buches Taoteking (Legend of the Origin of the Book of the Taote King) (6:43)
  - (Texte de Bertolt Brecht)
- Balad of (Bourgoise) Welfare (2:53)
  - (Texte de Kurt Tucholsky, traduit par Jim Woodland)
- Mother's Hands (2:02)
  - (Texte de Kurt Tucholsky, traduit par Malcolm Green
- Berlin 1919 (2:30)
  - (Texte : Anonyme, traduit par Eric Bentley)
- And I Shall Never See Again (1:52)
  - (Texte de Bertolt Brecht, traduit par Eric Bentley)
- Genevieve : Ostern ist Ein Ball sur Seine (Genevieve : Easter There is a Ball on the Seine) (1:05)
  - (Texte de Bertolt Brecht)
- The Wise Woman and the Soldier (3:43)
  - (Texte de Bertolt Brecht, traduit par Eric Bentley)
- Failure in Loving (1:04)
  - (Texte de Heinrich Heine, traduit par Eric Bentley)
- Und Endlich Stirbt (1:12)
  - (Texte de Peter Altenberg)
- The Rat Men – Nightmare (1:18)
  - (Texte de Bertolt Brecht)
- The Homecoming (1:34)
  - (Texte de Bertolt Brecht, traduit par Eric Bentley)
- The Trenches (3:44)
  - (Texte de Kurt Tucholsky)
- To a Little Radio (1:05)
  - (Texte de Bertolt Brecht)

### Musiciens
- Dagmar Krause : voix
- Alexander Bălănescu : alto
- Steve Berry : contrebasse
- Michael Blair : percussions
- Greg Cohen : chef d'orchestre
- Lindsay Cooper :  basson
- Andrew Dodge : claviers
- Phil Edwards : saxophone
- John Harle : saxophone
- Sarah Homer : clarinette
- John Leonard : basson
- Ian Mitchell : clarinette
- Bruce Nockles : trompette
- Ashley Slater : tuba
- Steve Sterling : Cors
- Graeme Taylor : guitare, banjo
- Gertrude Thoma : voix
- Danny Thompson : contrebasse
- John Tilbury : claviers